# Richard Philippe
Richard Philippe (Valence, 10 januari 1990 — Dominicaanse Republiek, 22 november 2018) was een Frans autocoureur. Zijn oudere broer Nelson is ook autocoureur.

## Carrière
Philippe begon zijn autosportcarrière in het karting, waarin hij tot 2004 actief bleef. In 2005 stapte hij over naar de Formule BMW USA, waarin hij voor het Team Autotecnica drie overwinningen behaalde en hierdoor het kampioenschap won. In 2006 nam hij deel aan het Atlantic Championship voor het team Forsythe Championship Racing. In Cleveland behaalde hij met een tweede plaats achter Graham Rahal zijn enige podiumplaats van het seizoen, waardoor hij als vijftiende in het kampioenschap eindigde met 86 punten.
In 2007 keerde Philippe terug naar Europa om deel te nemen aan de Formule Renault 3.5 Series. Voor het team Fortec Motorsport reed hij in zes van de negen raceweekenden, waarin hij met een dertiende plaats op het Autódromo do Estoril als beste resultaat als 33e in het kampioenschap eindigde zonder punten.
In 2008 stapte Philippe over naar de Formule 3 Euroseries, waar hij uitkwam voor Carlin Motorsport, voordat hij voor de laatste drie raceweekenden overstapte naar SG Formula. Met een negende plaats op het Circuit de Catalunya als beste resultaat eindigde hij zonder punten als 28e in het kampioenschap.
In 2009 keerde Philippe terug naar de Verenigde Staten, waarbij hij zijn debuut maakte in de Indy Lights voor het team O2 Racing Technology. Nadat hij op het Stratencircuit Long Beach met een tweede plaats achter J.R. Hildebrand zijn eerste podiumplaats behaalde, zorgde een crash op de Kansas Speedway ervoor dat hij drie races niet kon rijden. Hij keerde terug voor het Team PBIR en behaalde op het Edmonton City Centre Airport met opnieuw een tweede plaats achter Hildebrand zijn tweede podiumplaats. Nadat hij zich afmeldde voor de laatste race vanwege een slecht bestuurbare auto, eindigde hij als dertiende in het kampioenschap met 254 punten.
Philippe overleed op 28-jarige leeftijd bij een ongeluk met een helikopter in de Dominicaanse Republiek.